# Воропаї
Воропа́ї —  село в Україні, у Роменському районі Сумської області. Населення становить 48 осіб. Входить до складу Липоводолинської селищної громади.
Після ліквідації Липоводолинського району 19 липня 2020 року село увійшло до Роменського району.

## Географія
Село Воропаї розташоване за 1.5 км від лівого берега річки Хорол. На відстані в 1 км розташоване село Перемога, за 3 км - село Беєве.
По селу тече струмок, що пересихає із загатою.

## Історія
- Село постраждало внаслідок геноциду українського народу, проведеного урядом СРСР 1923-1933 та 1946-1947 роках.
- До 2019 року орган місцевого самоврядування — Московська сільська рада.